# Hirakata
Hirakata (jap. 枚方市 Hirakata-shi) – miasto położone w zachodniej części wyspy Honsiu (Honshū), w prefekturze Osaka, w Japonii.

## Położenie
Miasto leży w północnej części prefektury. Graniczy z:
- Takatsuki
- Neyagawa
- Katano
- Ikoma
- Kyōtanabe
- Yawata

## Historia
Status miasta szczebla -shi (市) otrzymało 1 sierpnia 1947 roku.

## Miasta partnerskie
- Japonia: Shimanto (od 1974), Betsukai i Takamatsu (oba od 1987)
- Australia: Logan (od 1995)
- Chiny: Changning (dzielnica Szanghaju; od 1987)